# Buroli
Buroli – wieś w Chorwacji, w żupanii istryjskiej, w mieście Buje. W 2011 roku liczyła 72 mieszkańców.